# Лебеденко Іван Іванович
Іван Іванович Лебеденко - командир розрахунку 82-мм міномета 166-го гвардійського стрілецького полку (55-а гвардійська стрілецька дивізія, 28-а армія, 1-й Український фронт ), гвардії сержант.

## Біографія
Іван Іванович Лебеденко народився у станиці Должанська Єйського відділу Кубанської області (нині Єйський район Краснодарського краю ). Здобув початкову освіту.
У лютому 1943 року Камишеватським райвійськкоматом Краснодарського краю він був призваний до лав Червоної армії . З того ж часу на фронтах Великої Вітчизняної війни .
Наказом по 166-му гвардійському полку від 9 січня 1944 року командир мінометного розрахунку гвардії молодший сержант Іван Лебеденко за мужність і героїзм у боях проти німецько-фашистських окупантів, чітке і акуратне виконання наказів командування і два.
Наказом по 166-му гвардійському полку від 20 січня 1944 року командир мінометного розрахунку гвардії молодший сержант Іван Лебеденко за мужність і героїзм у боях проти німецько-фашистських окупантів, за участь у тактичному десанті на мис Тархан в районі Керчі другою медаллю «За відвагу».
Гвардії сержант Іван Лебеденко в боях з прориву оборони противника 24 червня 1944 року в районі селища Пружинищі Гомельської області, перебуваючи в бойових порядках стрілецької роти зі своїм мінометом, придушив вогонь 4 вогневих точок і знищив 5 солдатів противника.26 червня 1944 року на переправі через річку Птич у районі сіл Касаричі та Хлопеничі придушив 4 вогневі точки та знищив близько 10 солдатів супротивника. Наказом з 55-ї гвардійської дивізії від 15 липня 1944 року він був нагороджений орденом Слави 3-го ступеня.
При переправі через річку Західний Буг 27 липня 1944 року гвардії сержант Іван Лебеденко в районі населеного пункту Колодно (13-14 км на північний захід від міста Брест ) винищив близько 10 і розсіяв до взводу солдатів супротивника. 28 липня 1944 року в бою за населений пункт Бохукали (13 км на північний захід від міста Тересполь ) вогнем міномета розбив 2 автомашини, 3 візки та вбив до 10 автоматників. Наказом по 28-й армії від 19 серпня 1944 він був нагороджений орденом Слави 2-го ступеня.
Підтримуючи піхоту при штурмі першої лінії траншей противника в районі панського двору Гуддін у Східній Пруссії гвардії сержант Лебеденко вогнем міномета з дистанції 300 метрів придушив 3 вогневі точки і знищив до 20 солдатів противника. Розвиваючи подальший наступ у напрямку станції Тракенен (Дивне в Нестерівському районі ) 13 січня 1945 року, перебуваючи в бойових порядках стрільців, Іван Лебеденко вогнем свого міномета знищив 17 солдатів супротивника. Наказом по 28-й армії від 31 січня 1945 року він був нагороджений орденом Червоної Зірки .
Розрахунок 82-мм міномета на чолі з гвардії сержантом Іваном Лебеденком 9 лютого 1945 року у міста Прейсіш-Ейлау (В даний час Багратіоновськ ) з міномета придушив 7 кулеметів і знищив близько 10 солдатів супротивника. 22 березня 1945 року при відображенні контратаки на підступах до затоки Фрішес-Хафф біля міста Хайлігенбайль (нині місто Мамоново ) вбив до відділення піхоти, чим забезпечив відображення контратаки переважаючих сил противника. 1 травня 1945 року у вуличних боях за Берлін гвардії сержант Іван Лебеденко замінив пораненого навідника. Вогнем з міномета винищив 6 солдатів супротивника і придушив 4 вогневі точки. За час боїв 29 квітня-3 травня 1945 року разом з розрахунком придушив 9 вогневих точок і знищив понад відділення живої сили противника. Указом Президії Верховної Ради СРСР від 27 червня 1945 року він був нагороджений орденом Слави 1-го ступеня.
Гвардії сержант Іван Лебеденко демобілізовано 1945 року. Працював на рибних промислах на Азовському морі . Пізніше проживав у Єйському, потім у Приморсько-Ахтарському районах Краснодарського краю та у місті Жданів .
Помер Іван Іванович Лебеденко 2 жовтня 1970 року.